# پسرک زشت
«پسرک زشت» (انگلیسی: The Ugly Little Boy) داستان کوتاهِ علمی-تخیلی و نوشتهٔ آیزاک آسیموف نویسندهٔ آمریکایی‌ست. این داستان، ابتدا در شمارهٔ سپتامبر ۱۹۵۸  توسط مجلهٔ کهکشان (علمی-تخیلی)، با عنوان «زادهٔ آخر» منتشر شد و سپس در سال ۱۹۵۹ با عنوان فعلی در مجموعه «نُه فردا» بازچاپ شد. داستان دربارهٔ کودکی نئاندرتال است که از طریق سفر در زمان به آینده آورده می‌شود. بعدها رابرت سیلوربرگ آن را به یک رمان گسترش داد که با همان عنوان در سال ۱۹۹۲ منتشر شد (این رمان در انگلستان با عنوان «کودک زمان» منتشر شده‌است).

آسیموف گفته‌است که این دومین یا سومین داستان مورد علاقه‌اش در میان کارهای خودش است.

## خلاصهٔ داستان
کودکی نئاندرتال به زمان حاضر آورده می‌شود، این کار توسط شرکت استاتیس که سازمانی تحقیقاتی‌ست و در نتیجهٔ آزمایش‌های سفرِ در زمان انجام می‌شود. او به علت به هدر رفتن انرژی زیاد و تناقضات زمانی که ممکن است روی دهد نمی‌تواند از جای کنونی‌اش خارج شود، و در زمان کنونی در ماژول استاتیس نگه داشته می‌شود. برای نگهداری از او پرستار کودکی به نام ادیت فیلوز توسط سازمان استخدام می‌شود.
در ابتدا ادیت از ظاهر پسر منزجر است، ولی به زودی او را همچون فرزند خودش می‌داند، یادمی‌گیرد که دوستش داشته باشد و در میابد که خیلی باهوش‌تر از آن است که فکر می‌کرد. نامش را «تیمی» می‌گذارد و تلاش می‌کند که بهترین کودکی ممکن را با وجود همه شرایط برایش فراهم کند. وقتی که روزنامه‌ها از او با عنوان «پسر میمونی» اسم می‌برند، خشمگین می‌شود. عشقِ ادیت به تیمی او را رو در روی کارفرمایش قرار می‌دهد، چون برای او بیشتر یک حیوان آزمایشی‌ست تا یک انسان.
سرانجام کارفرمایش به این نتیجه می‌رسد که سازمان به هر دانشی از تیمی می‌خواسته دست یافته و اکنون زمانِ پروژهٔ بعدی است. این شامل آوردن دهقانی از قرون وسطی به زمان حال می‌شود، که بازگشت تیمی به زمان خودش را ضروری می‌کند. ادیت با این تصمیم‌گیری مخالفت می‌کند، می‌داند که پسر به خاطر وابستگی‌هایِ مدرنش نمی‌تواند زنده بماند. سعی می‌کند که پسر را مخفیانه از ساختمان خارج کند، ولی وقتی که نقشه شکست می‌خورد، تمامیتِ ماژول استاتیس را بر هم می‌زند و با تیمی به گذشتهٔ باستان برمی‌گردد.

## اقتباس تلویزیونی
در سال ۱۹۷۷، تله‌فیلمی ۲۶ دقیقه‌ای بر اساس «پسرک زشت» در کانادا به کارگردانی و بازیگری بری مورس ساخته شد. نقش پرستار فیلوز را کیت رید بازیگر متولد لندن بر عهده داشت. گای بیگ در آخرین نقشش، پسرک را بازی کرد. فیلم از نظر وفاداری به داستان کوتاه و همچنین حسِ میان تیمی و پرستار فیلوز مورد توجه است.

## رمان‌سازی
رمان «کودک زمان» (منتشر شده در سال ۱۹۹۱) گسترش یافتهٔ داستان کوتاه است، که قبیلهٔ اصلیِ نئاندرتال تیمی و همچنین گروهی مدافع حقوق کودکان در آن به داستان اضافه می‌شوند. نئاندرتال‌ها همدلانه انسان‌هایی که جامعهٔ قبیله‌ای و فرهنگشان پیچیده‌است نشان داده می‌شوند، بسیار دور از تصویر «حیوانات ابتدایی» که دانشمندان زمان آینده از آن‌ها دارند (به خاطر اطلاعات پراکنده‌ای که از یک بچهٔ کوچک نئاندرتال به دست آورده‌اند). این جامعهٔ نئاندرتال (که معمولاً از دیدگاه زنی با نام «زنی که می‌داند» نشان داده می‌شود) ناگهان با ظهور گروه رقیبِ انسان‌های کاملاً متفاوتی رو به رو می‌شود: کروماگنون‌ها. با وجود آنکه کروماگنون‌ها تلاش می‌کنند با نئاندرتال‌ها وارد مذاکره شوند، به علت تفاوت زبانی نمی‌توانند ارتباط برقرار کنند و همدیگر را بفهمند.
زمانی که ادیت فیلوز مصمم می‌شود که همراه با تیمی به گذشته بازگردد، دو خط داستانی با هم پیوند می‌خورند. ظهور او همزمان می‌شود با اوج بحران میان نئاندرتال‌ها و کروماگنون‌ها؛ هر دو گروه او را ایزدبانویی می‌دانند که باید پرستش شود. از آنجایی که او به وضوح شبیه کروماگنون‌هاست ولی کودکی نئاندرتال را پذیرفته، ظهورش هر دو گروه را از یک کشمکش قطعی منصرف می‌کند.

## پایان اصلی
در پیش‌نویس اول، داستان به شکل کاملاً متفاوتی پایان می‌یافت. تیمی به زمان خودش برنمیگشت، و روشن میشد که به خاطر ربودنش، او دیگر مخترع تکنیک ایجادِ مصنوعیِ آتش نیست (که باید باشد). بنابراین مسیر تاریخ به ۲۵۰۰ سال قبل برمی‌گردد و تمدن مدرن نابود می‌شود. سردبیر مجله‌ی کهکشان (هوراس گُلد) اصرار می‌کند که آسیموف پایان را تغییر دهد. آسیموف موافقت می‌کند و زمانی که پایان جدید را می‌نویسد، داستان به یکی از برگزیده‌های خودش تبدیل می‌شود.